# برومه (آلمان)
برومه (به آلمانی: Brome) یک منطقهٔ مسکونی در آلمان است که در برومه (زامتگمایند) واقع شده‌است. برومه ۳٬۳۹۸ نفر جمعیت دارد.